# Діндешть
Діндешть, Діндешті (рум. Dindești) — село у повіті Сату-Маре в Румунії. Входить до складу комуни Андрід.
Село розташоване на відстані 448 км на північний захід від Бухареста, 47 км на південний захід від Сату-Маре, 124 км на північний захід від Клуж-Напоки.

## Населення
За даними перепису населення 2002 року у селі проживали 800 осіб.
Національний склад населення села:
| Національність | Кількість осіб | Відсоток |
| -------------- | -------------- | -------- |
| румуни         | 535            | 66,9%    |
| угорці         | 161            | 20,1%    |
| цигани         | 100            | 12,5%    |

Рідною мовою назвали:
| Мова      | Кількість осіб | Відсоток |
| --------- | -------------- | -------- |
| румунська | 543            | 67,9%    |
| угорська  | 255            | 31,9%    |